# 本田司
本田 司(ほんだ つかさ、1926年 - 没年月日不明)は、日本の西洋文学者。九州国際大学名誉教授。

## 略歴
- 1950年九州帝国大学法文学部文科英文学科卒業[2]。同年福岡学芸大学助手。
- 1952年八幡大学法経学部講師。
- 1956年助教授。
- 1960年教授。
- 1962年教務部長兼任。
- 1977年評議員。
- 1979年法経学部長。
- 1998年九州国際大学名誉教授授与。

ジョージ・オーウェル、アーサー・ケストラー、ウィリアム・モリス、ロバート・ブラウニング、オーブリー・ビアズリーなどの作品における政治性、女性観、芸術観などの問題研究と学会発表が多数ある。

## 所属学会
- 日本英文学会(九州支部評議員)
- 語学ラボラトリー学会(九州支部評議員)

## 論文
- ウィリアム・モリスの芸術観　　　社会体制研究所第5号第4巻　1955年
- 文学作品に於ける独創性と剽窃の問題　–ロバート・ブラウニングと芥川竜之介の場合-　八幡大学論集第7巻第1号　　1956年
- George Orwell:Animal Farm 研究　  八幡大学論集第8巻第1号　1957年
- 文学作品に於ける構成の問題　  –シェークスピア劇と夏目漱石の作品-　八幡大学論集第9巻第1号   1958年
- Arthur Kostler 研究　  八幡大学論集第10巻第1号　　1959年
- 30年代の英文学に於ける行動的局面     -The Spanish Civil Warをめぐって-　八幡大学論集第10巻第2号　 1959年
- 文学作品に現れたLeptosomatic Habitus の研究  -Oval Faceの女性の場合-   八幡大学論集第11巻第2号　　1960年
- George OrwellとModern Journalism    八幡大学論集第12巻第2号　　1962年
- George Orwell：Nineteen Eighty Four　研究序説   八幡大学論集第15巻第1号　　1964年
- George Orwellの政治的予言　     八幡大学創立20周年記念論文集第18巻第1・2・3合併号  　1967年
- Nineteen Eighty Fourの反ユートピア性 　   八幡大学法経学部創立20周年記念論文集第20巻第1・2合併号　 1969年
- 未来小説に於ける愛の問題　　 八幡大学論集第20巻第3・4合併号　  1970年
- Aubrey Beardsley: The Ballad of Barber 研究　   八幡大学論集第21巻第1・2合併号　 1970年
- The Savoy 論攷　   八幡大学論集第23巻第1・2・3合併号　 1972年

## 訳詩
- オーブリー・ビアズリー作　「床屋の唄」　八幡大学論集第22巻第3・4合併号　　1972年